# Idrissou Tamimou
Idrissou Tamimou, född 1961, är en friidrottare från Benin. Han deltog vid olympiska sommarspelen 1992.